# Vattenskärning

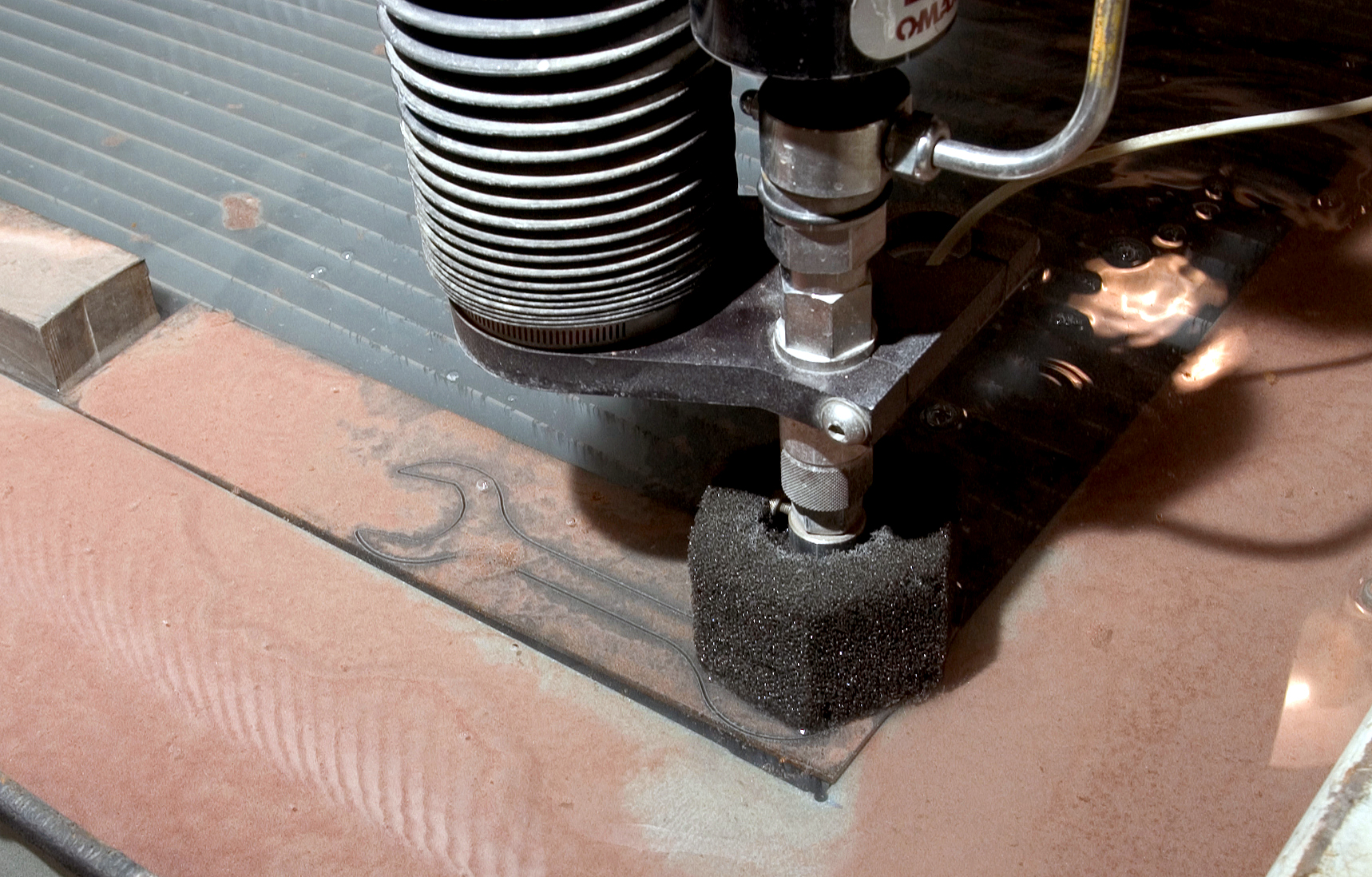
Vattenskärning av ett verktyg

Vattenskärning är en skärmetod för att figurskära olika material med en vattenstråle på cirka 4000 bar. Med en stråle av rent vatten kan man skära mjuka material så som till exempel gummi, plast, bilinredningar eller matvaror. Detta kallas renvattenskärning. Skäreffekten i strålen kan ökas genom att vattnet blandas med abrasivmedel (sand) vilket ger en slipande effekt åt strålen. Detta kallas abrasiv vattenskärning, på engelska abrasive waterjet (AWJ). Med abrasiv vattenskärning kan man bearbeta i princip alla material, exempelvis rostfritt stål, titan, keramik, kompositmaterial och granit.
Vattenskärning har många användningsområden. Det är bland annat lämpat för den som behöver figurskurna delar till maskiner, lego, skyltar med mera, i olika material och mängder. Vattenskurna delar behöver oftast ingen efterbehandling. Man spar därför både tid och pengar.
Fördelar med vattenskärning:
- Skärning och borrning med samma verktyg
- Skonsamt mot materialet
- Inga skadliga gaser och ångor
- Inga termiska eller kemiska skador
- Inga droppande smälta metaller
- 0,2-1,5 mm bred skärande stråle - minimalt slöseri med material
- Alla material skärs med samma verktyg
- Inga spänningar eller mikrosprickbildningar i materialet
- Hög kvalitet på det skurna materialets kanter - efterbearbetning krävs sällan
- Skonsamt mot legeringar
- Miljövänligt
- Jämfört med andra tekniker relativt enkelt att skapa även detaljer med komplicerade former.

För skärning i plåt upp till ca 10 mm är laserskärning oftast en snabbare och därigenom bättre metod.